# Kieferngarten
Der Kieferngarten ist ein Viertel im Stadtteil Freimann im Münchner Norden.

## Lage
Der Kieferngarten erstreckt sich von der Fröttmaninger Heide im Norden bis zur Heidemannstraße im Süden. Im Osten liegt die Bundesautobahn 9 Richtung Nürnberg, im Westen der Carl-Orff-Bogen-Park. Im Nordosten schließt sich Fröttmaning an.

## Beschreibung
Im Kieferngarten liegt die Bezirkssportanlage Freimann, das DAV Kletter- und Boulderzentrum München-Nord und die Verkehrsrechnerzentrale der Autobahndirektion Südbayern. Am Kieferngarten liegt auch der U-Bahnhof Kieferngarten mit Park und Ride Parkplatz Kieferngarten. Im Januar 2021 wurde die Verlängerung der Tram 23 bis zum Kieferngarten beschlossen.
Der Kieferngarten ist heute ein Ort des Kulturgeschichtspfads München.

## Geschichte
Der Kieferngarten liegt auf einem ehemaligen Militärgelände der US-Amerikaner südlich der Fröttmaninger Heide. Er entstand durch Zusammenschluss dreier Siedlerschaften. Namensgeberin ist die im September 1946 gegründete Siedlerschaft Kieferngarten. Diese errichtete auf dem ehemaligen Schießplatz nördlich der Heidemannstraße ab 1947 eine wilde Siedlung, die vom Stadtrat Schießplatzsiedlungen genannt wurde. Bis Anfang der 1950er Jahre wurden so etwa 600 Parzellen erschlossen. Noch heute werden dort Munitionsrückstände vermutet. 1950 wurde die Kieferngartenstraße zur Erschließung angelegt. Parallel dazu entstand eine weitere wilde Siedlung, die der Stadtrat 1950 als Gartensiedlung Freimann bezeichnete.
Der Stadtrat genehmigte 1952 nachträglich diese Schwarzbauten. Zusätzlich sind die Behelfsheimsiedlung und die Großkopf-Siedlung, die nach dem Brauereiarbeiter und späteren Vorsitzenden der Siedlerschaft München-Nord, Johann Großkopf, benannt wurde, in den Stadtteil Kieferngarten eingegliedert.
Die damalige Endstation der ersten Münchner U-Bahn-Linie 6 erhielt vom Hauptausschuss des Stadtrats am 19. März 1968 den Namen Kieferngarten.